# Nyelvpolitika és nyelvi jogok
A nyelvpolitika az angol language policy fordítása, nem más, mint a politikának a nyelvvel foglalkozó része, azoknak a politikai döntéseknek a mindenkori összessége, amelyek meghatározzák egy állam nyelveinek helyzetét, kijelölik a hivatalos nyelvet és a kisebbségi nyelveknek a hivatalos nyelvhez való viszonyát, meghatározzák a nyelv(ek) rögzítésének (kodifikálásának) intézményeit.

## Mivel foglalkozik a nyelvpolitika?
Általános emberi jog az anyanyelvhez való jog, ezért fontos nyelvpolitikai döntések közé tartozik, hogy egy-egy országban milyen nyelven folyik az oktatás, mi a nyelve az igazságszolgáltatásnak, a közigazgatásnak, a sajtónak, az irodalomnak, a tudománynak, a hitéletnek, a hadseregnek. De szintén a nyelvpolitika kérdéskörébe tartozik a kisebbségek és bevándorlók nyelvének kérdése, a névadás szabályozása, a nyelvileg hátrányos helyzetűek (pl. siketek) kommunikációjának problémája, az állam nélküli nyelvek kérdése, a vernakuláris változatok, azaz dialektusok kezelése az oktatásban, az idegen nyelvek oktatása, az Európai Unió nyelvi kérdései, az angol nyelvi globalizáció.

## Nyelvi jogok
A nyelvpolitika központi kérdése a nyelvi jogok biztosítása. A nyelvi jogok egyéni emberi jogok, amelyek deklarálják mind az anyanyelv, mind az államnyelv elsajátításának jogát, valamint egy vagy több idegen nyelv tanulásának a jogát, továbbá azt a jogot, hogy bárki azonosíthassa magát bármely nyelvvel. Az anyanyelv használatának joga közvetlenül összefügg olyan fogalmakkal, mint a szólásszabadság, törvény előtti egyenlőség, közügyekben való részvétel, az anyanyelvi oktatáshoz való jog. Nyelvi kisebbségként definiálhatjuk mindazokat a csoportokat, amelyek anyanyelve nem hivatalos nyelv egy adott országban. Saját példánkon is látjuk, hogy az állam és a nemzet fogalma nem mindig fedi egymást. Az állam nem más, mint országhatárokkal meghatározott terület, míg a nemzet túlnyúlhat a határokon. Közel sem egyértelmű, hogy aki Magyarországon él, az valóban magyar és magyar anyanyelvű. A különböző államok nyelvi helyzete rendkívül változatos, ezért nyelvpolitikájuk is eltérő. A világon több ezer nyelv létezik, és mellette alig több, mint 200 ország. Ebből következik, hogy a mai világ államainak többsége többnyelvű, határaikon belül több nyelvet beszélnek anyanyelvként. Ehhez hozzá tartozik, hogy a modern államok többsége nemzetállam, amely az államalkotó politikai nemzetre épül, így azok nyelve kiemelt szerephez jut. Ezzel kialakul a kisebbségek nyelvi hátrányos helyzete.Olyan államokban, ahol élnek kisebbségek, melyeknek nyelve az államnyelvtől eltérő, az anyanyelv használatának joga külön döntéseket igényel.

Itt szükséges megemlíteni, hogy a többnyelvűség a világ számos területén normális és megszokott helyzetnek számít. A nyugati társadalmak jellemzője, hogy a többnyelvűséget egyéni és társadalmi problémának tekintik, és a jelenségtől oly mértékig megrettennek, hogy akár erőszakkal is a nyelvi asszimilációra törekszenek.

## Nyelvi tervezés
A nyelvpolitika gyakorlatban való érvényesítését nyelvi tervezésnek nevezzük. A nyelvtervezés és a nyelvpolitika fogalmai szorosan összefonódnak. Nyelvtervezésre van szükség azokban a helyzetekben, amikor egy többnyelvű államban élő valamely társadalmi csoport úgy érzi, hogy társadalmi problémái a nyelvvel kapcsolatosak. A nyelvi tervezés legismertebb modelljeként az 1983-as Haugen-féle modellt említhetjük, amely a nyelvi tervezést három fő részre bontja, kodifikáció ,státusztervezésre és korpusztervezésre. Státusztervezésnek nevezzük mindazoknak a politikai döntéseknek az összességét, amik a nyelvet, nyelvhasználatot és a nyelvhasználók jogait érintik. Korpusztervezésnek a nyelv anyagával való munkát nevezzük, egy nyelv helyesírásának, modernizálásának megtervezését, a szaknyelvek ápolását stb.

## Nyelvpolitika az Európai Unióban
Az Európai Unió nyelvpolitikája a sokszínűség megőrzését, azaz a pluralista ideológiát hirdeti, melynek lényege, hogy azonos mértékben biztosítja több nyelvi csoportnak a nyelvük megtartásához és használatához való jogot. Ezzel áll szemben a nemzetállamok asszimilációs politikája, amely a nem domináns nyelvek beszélőitől elvárja a domináns nyelv teljes értékű használatát. A pluralista ideológia szellemében az Európai Unió a tagországok mindegyikének nyelvét azonos értékűként kezeli, valamint rögzíti, hogy a tagországok állampolgárai országuk hivatalos nyelvén fordulhatnak az Unio hivatalaihoz, és a választ is az adott nyelven jogosultak kérni.  Felmerülhet a kérdés, hogy az Európai Unió ezen nyelvpolitikája valóban helyes-e, vagy hasonlítható inkább a bábeli zűrzavarhoz? Az Európai Uniónak 24 hivatalos nyelve van, ez 552 nyelvi kombinációban jelent fordítást és tolmácsolást. Az Európai Unió üzemelteti a világ legnagyobb fordítószolgálatát, ami egyben hatalmas költséget is jelent. A törvényeket és rendeleteket angolul és franciául szövegezik meg, majd ezeket fordítják tovább a többi nyelvre. Ez nem csak költséges megoldás, de ez a fajta úgynevezett staféta módszer fokozottan rejti magában a hibalehetőségeket is. Konklúziónak elmondható, hogy az Európai Unió nyelvpolitikája, a sokszínűségre és egyenlőségre való törekvés szemben áll az észszerűség és hatékonyság elveivel. 
Lassan az Unió sem kerülheti el az angol nyelvi globalizációt és az angol nyelv dominanciáját. A pluralista ideológia ellenére dominál a tagországok kommunikációjában az angol, valamint egyre nagyobb szerepet kap az uniós adminisztrációban is. 
Korábbi felmérések is azt igazolják, hogy a tagállamok lakosságának jelentős része támogatná, hogy az Unió hivatalainak egyetlen hivatalos nyelve legyen. Azonban senki nem meri megváltoztatni az alapelvet.

## A határon túli magyarok nyelvi helyzete
Az első világháború után, a trianoni béke ismert eredményeképpen új országhatárok kerültek meghúzásra, melynek következtében a Kárpát-medence magyarságának körülbelül egy harmada került az új határokon túlra, és került a szomszédos hét államok egyikében kisebbségbe. A mai becslések szerint nagyjából 3,2 millió magyar él a határokon túl. A kisebbségi jogok érvényesíthetősége a kisebbségek részarányától függ. A magyar nyelv kisebbségi nyelvként a beszédhelyzeteket és a funkciókört tekintve is korlátozott. A közéleti-szakmai kommunikációban a helyét átveszi az államnyelv, a szépirodalom és publicisztika csak szűkebb réteget fog át, az anyanyelvi nyelvhasználat színtereként megmarad a család.
A magyarokkal szembeni nyelvpolitika időben és térben változó, mára azt mondhatjuk, hogy a körülöttünk lévő országok megengedők a magyarral mint kisebbségi nyelvvel szemben. A történelem folyamán elmondható, hogy ott asszimilálódtak a magyarok a legsikeresebben, ahol nem tiltották számukra a nyelvhasználatot. A legnagyobb számú magyar kisebbség Erdélyben és Partiumban él, csaknem 1,5 millióan vannak. A magyar állam hatékonyan támogatja a romániai magyarokat, Romániában vannak magyar nyelvű iskolák, középiskolák, szakiskolák, de egyetemen is tanulhatnak magyarul a romániai magyar fiatalok. A határainkon túl élő magyarok körében elmondható, hogy mára megfelelően kialakult a kétnyelvűség, a fiatalok szinte kivétel nélkül beszélik az államnyelveket. Emellett a többség őrzi az anyanyelvét, így kialakulhattak a különböző országokban a magyar nyelv állami változatai.
A körülöttünk lévő országok ugyanolyan megengedő nyelvpolitikát folytatnak a magyarokkal szemben, mint Magyarország a saját kisebbségeivel. A gondot sokkal inkább az okozza, hogy a törvényben rögzített jogok a való életben nehezen tudnak megvalósulni. Részben a nyelvi kisebbségek azok, akik nincsenek tisztában saját jogaikkal, másrészt pedig sok helyen nem adottak a körülmények a törvényben leírtak megvalósításához.